# حصار بودا (1686)
حصار بودا (بالإنجليزية: Siege of Buda )‏ هو حصار فرض على مدينة بودا (بودابست،المجر حديثا) عاصمة المجر العثماني وقد فرض الحصار من قبل قوات ما عرف بالرابطة المقدسة وهو حلف نظمه البابا انوسينت الحادى عشر وتشكل الحلف من قوات من الولايات البابوية والامبراطورية الرومانية المقدسة تحت حكم هابسبورغ والكومنولث البولندي اللتواني وجمهورية البندقية وانضمت روسيا القيصرية للحلف عام 1686 بينما كان يدافع عن المدينة المحاصرة قوات الدولة العثمانية بقيادة والي المدينة عبدالرحمن باشا الألباني واستمر الحصار في الفترة الممتدة من 18 يونيو 1686 إلى 9 سبتمبر 1686 وانتهى الحصار بانتصار الرابطة المقدسة وسقوط بودا عاصمة المجر بايديهم.

## وصلات خارجية
- The Great Siege of Buda (1686)